# Акрешорська сільська рада
| Акрешорська сільська рада — орган місцевого самоврядування у Косівському районі Івано-Франківської області з адміністративним центром у с. Акрешори. Івано-Франківська обласна Рада народних депутатів рішенням від 2 грудня 1993 року перейменувала Бабинопільську сільраду на Акрешорську Водоймища на території, підпорядкованій даній раді: річка Акра. Сільській раді були підпорядковані населені пункти: - с. Акрешори |

## Склад ради
Рада складалася з 15 депутатів та голови.

### Керівний склад ради
| ПІБ                     | Основні відомості                                            | Дата обрання | Дата звільнення |
| ----------------------- | ------------------------------------------------------------ | ------------ | --------------- |
| Пилип'як Марія Петрівна | Сільський голова, 1971 року народження, освіта, позапартійна | 26.03.2006   | 31.10.2010      |
| Пилип'як Марія Петрівна | Сільський голова, 1971 року народження, освіта, позапартійна | 31.10.2010   |                 |

Примітка: таблиця складена за даними джерела